# Sergej Druz'jak
Sergej Viktorovič Druz'jak (in russo Серге́й Ви́кторович Друзья́к?; Banská Bystrica, 30 aprile 1985) è un attore russo.
È famoso per aver interpretato il ruolo di Danzas nel film 1814 e quello di Ivan Afanasyev nella serie Dalnoboyshiki.

## Biografia
Sergej Druz'jak è nato il 30 aprile 1985 nella città slovacca di Banská Bystrica in una famiglia di militari.
Ha trascorso la sua prima infanzia nella città di Jalta. Vivendo nella città militare di Yuzhny-1, ha studiato al Liceo n. 49 della città di Kaliningrad, diplomandosi in un corso di recitazione.
Ha esordito come attore nel 1996 recitando nel film The Children of Captain Grant. Dopo alcuni anni di pausa, nel 2006 è tornato a recitare nella miniserie televisiva Doktor Zhivago, tratta dal romanzo Il dottor Živago di Boris Pasternak. L'anno seguente è stato tra i protagonisti del film 1814.
Altri film da lui interpretati sono Lyubov v bolshom gorode 2 (2010), Yolki (2010), '12 mesyatsev. Novaya skazka(2015), Elefant (2019) e Ryad 19 (2021).
Tra le altre serie televisive nelle quali ha recitato sono da ricordare Dalnoboyshiki, Anna-detektiv, JingleKids e Detective Anna II. Recentemente è apparso in un episodio della serie Elizaveta nel ruolo di Willem Mons, ciambellano ed amante della zarina Caterina I.

## Filmografia

### Cinema
- The Children of Captain Grant, regia di Donovan Scott (1996)
- 1814 (18-14), regia di Andres Puustusmaa (2007)
- Profilaktika povtornykh prestupleniy, regia di Philipp Abryutin - cortometraggio (2009)
- Lyubov v bolshom gorode 2, regia di Marius Balchunas (2010)
- Slon, regia di Vladimir Karabanov (2010) Non accreditato
- Yolki, regia di vari registi (2010)
- Odnoklassniki.ru: naCLICKay udachu, regia di Pavel Hoodyakov (2013)
- 12 mesyatsev. Novaya skazka, regia di Denis Eleonskiy (2015)
- Pervoe svidanie, regia di Anastasiya Safronova - cortometraggio (2015)
- Knizhny Pereplet, regia di Igor Bagaturiya - cortometraggio (2016)
- Elefant, regia di Aleksey Krasovskiy (2019)
- Komanda mechty, regia di Philipp Abryutin e Maksim Zykov (2019)
- Ryad 19, regia di Alexander Babaev e Samantha A. Morrison (2021)

### Televisione
- Doktor Zhivago, regia di Aleksandr Proshkin – miniserie TV, 2 episodi (2006)
- Zhenikh, regia di Stanislav Mareyev – film TV (2011)
- SMERSH: Legenda dlya predatelya, regia di Irina Gedrovich – miniserie TV (2011)
- Dalnoboyshiki: Desyat let spustya – serie TV (2011)
- Dalnoboyshiki – serie TV, 12 episodi (2012)
- Vysokaya kukhnya, regia di Vladislav Nikolaev – miniserie TV (2014)
- Kommunalnyy detektiv, regia di Olga Muzaleva – film TV (2014)
- Anna-detektiv – serie TV, 27 episodi (2016)
- JingleKids – serie TV, 14 episodi (2016-2018)
- Detective Anna II – serie TV, 20 episodi (2020-2021)
- Utselevshie – serie TV (2021)
- Elizaveta – serie TV, 1 episodio (2022)